# Emmendorf
Emmendorf ist eine Gemeinde inmitten der Lüneburger Heide im Landkreis Uelzen, Niedersachsen. Die Gemeinde Emmendorf gehört zur Samtgemeinde Bevensen-Ebstorf. Emmendorf hat etwa 750 Einwohner.

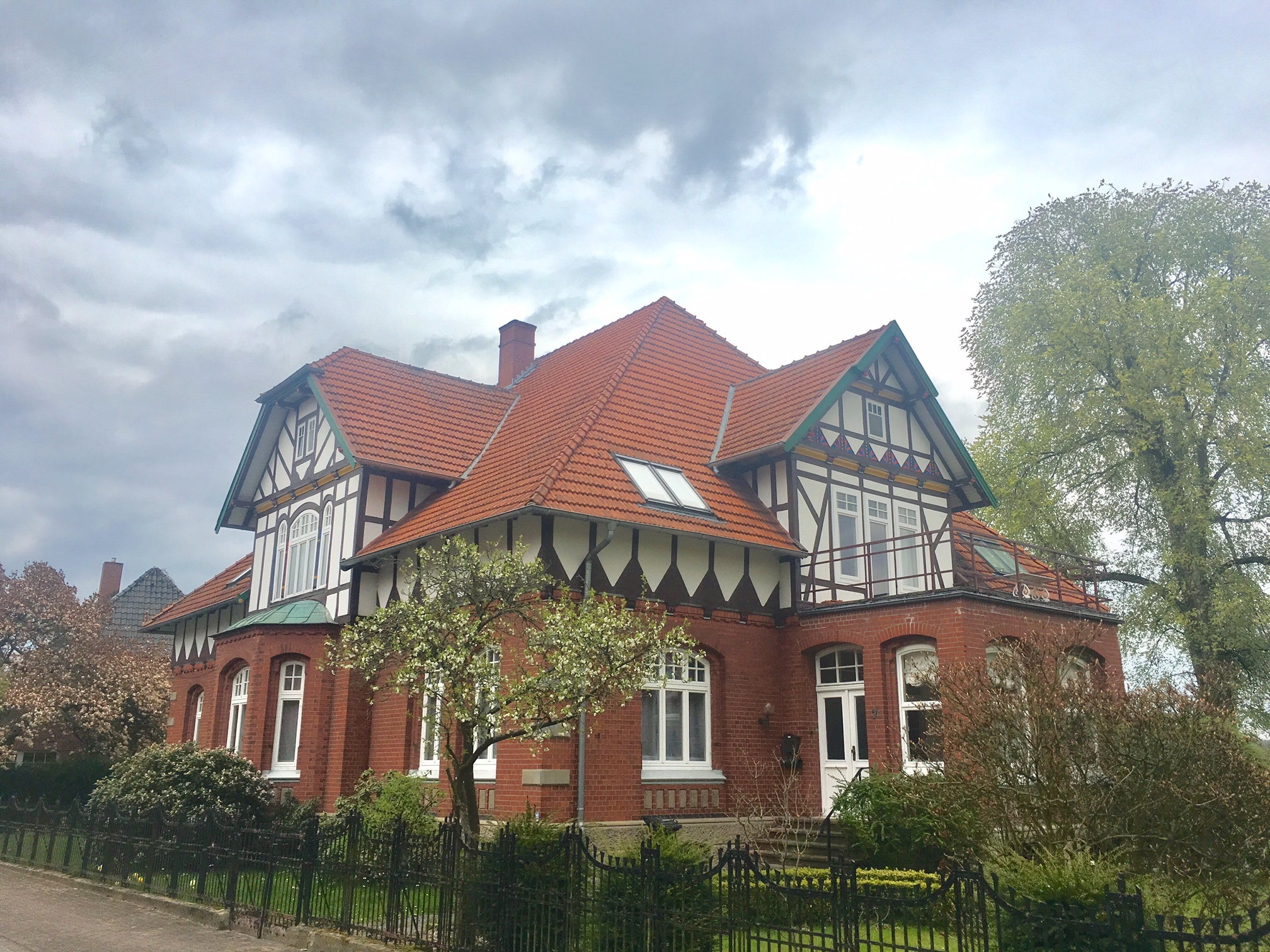
Bauernhaus im alten Ortskern

## Geografie

### Lage
Die Gemeinde liegt auf halber Strecke zwischen Uelzen und Bad Bevensen. Durch den Ort fließt die Ilmenau.

### Gemeindegliederung
Die Gemeinde Emmendorf besteht aus den Ortschaften Emmendorf, Heitbrack, Nassennottorf und Walmstorf.

## Geschichte

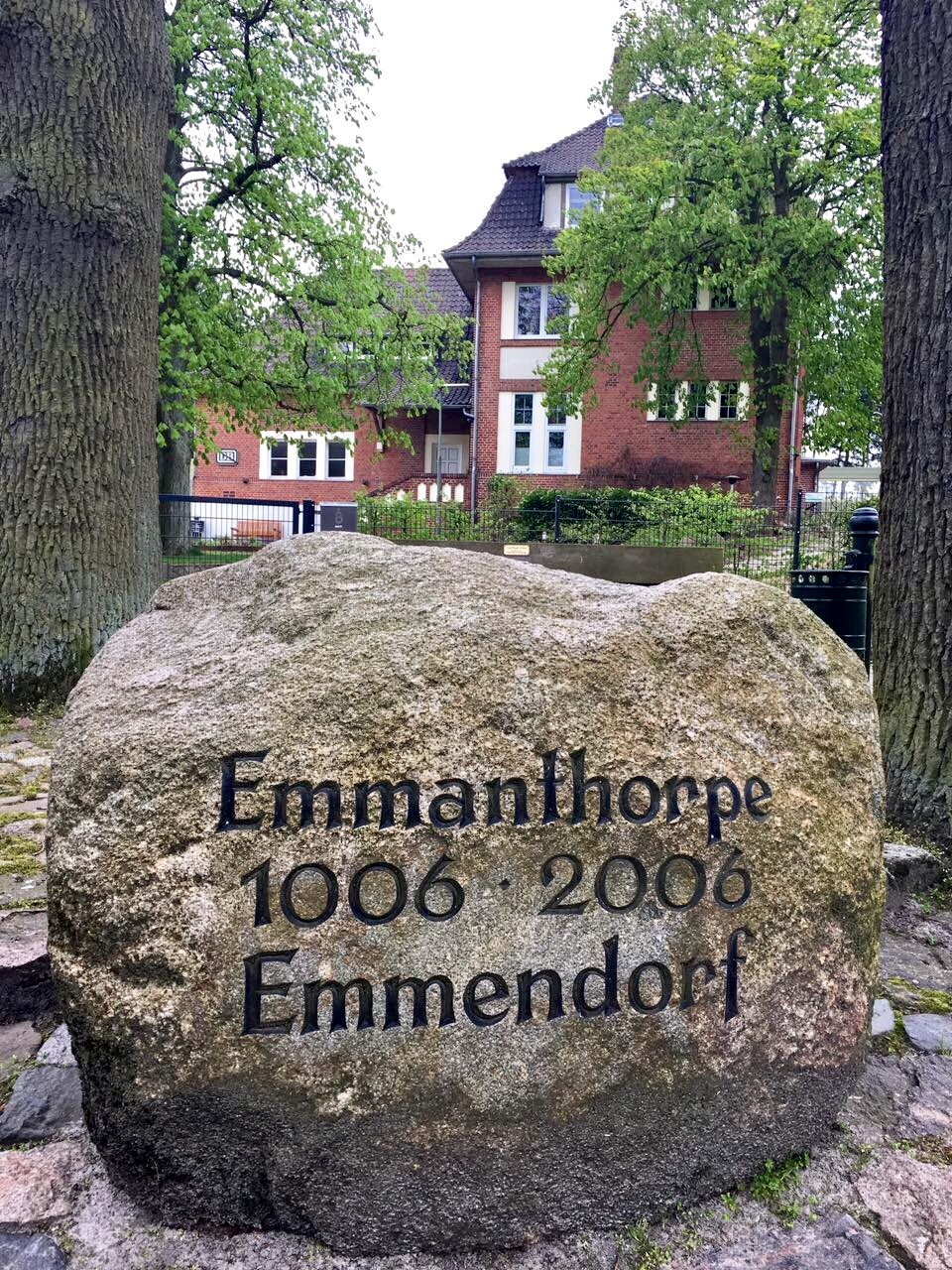
Findling vor dem alten Bahnhof im Ortskern

Die Orte Emmendorf, Walmstorf und Nassennottorf liegen im Tal, Heitbrack auf der östlichen Höhe der Ilmenau.
Das erste schriftliche Zeugnis über den Ort Emmanthorpe ist die Bestätigungsurkunde der Güter des Klosters Oldenstadt vom 2. März 1006. Damit gehört dieses Dorf zu den ältesten urkundlich erwähnten Siedlungsplätzen des Kreises Uelzen.
Das Gebiet gehörte damals zum Bardengau in der Provinz Ostfalen.
Archäologische Funde belegen, das sich hier in der Gegend schon zur Jungsteinzeit (Trichterbecherkultur) und der Eisenzeit (Jastorf-Kultur) Menschen angesiedelt haben.
Ein wichtiges Ereignis landesgeschichtlicher Bedeutung trug sich in Emmendorf zu Beginn des Lüneburger Erbfolgestreites zu. Die Lüneburger Herzogsfamilie war im Mannesstamm ausgestorben. Herzog Wilhelm v. Lüneburg war trotz viermaliger Verheiratung, ohne einen männlichen Erben zu hinterlassen, verstorben (23. November 1369). Der einzige Sohn seines 1352 verstorbenen Bruders Otto, Otto, war, wie es in einer Urkunde heißt, „mit dem Rullwegelein von der Brucken bei Emmendorf in die Elmenow gefallen“ und ertrunken.
Die Ilmenau und die Brücke bei Emmendorf, die lange Zeit zwischen Uelzen und Bevensen der einzige Übergang über die Ilmenau war, haben im Leben und in der Geschichte der Gemeindedörfer immer eine bedeutende Rolle gespielt. Im Dreißigjährigen Krieg wird Emmendorf und seine Brücke über die Ilmenau wieder erwähnt. Damals wurden die Brücken in Medingen und Emmendorf abgebrochen, damit die kaiserlichen Truppen nicht über die Ilmenau kommen sollten.
Ein Ilmenau-Übergang gegenüber dem Orte Walmstorf wird im Jahre 1747 genannt und besteht noch heute (Brücke).
Verkehrsgeschichtliche Bedeutung erlangten die Gemeindeorte durch ihre unmittelbare Lage am so genannten „Oldenstädter Karrenweg“, einem uralten Handelsweg. Den ersten Hinweis auf diesen Weg liefert die Bestätigung der Oldenstädter Klostergüter von 1142, in der es heißt, die Abtei besitze den Zoll an der Brücke zu Uelzen. Dieser Weg, der sich eng an das östliche Ufer der Ilmenau anschmiegt, ist wahrscheinlich aus einer ersten Verbindung zu Lande zwischen Bardowick bzw. Lüneburg und Magdeburg hervorgegangen.
Das bevorzugte Transportfahrzeug, wie auch der Wegename ausdrückt, war bei den schlechten Wegverhältnissen und besonders im hügeligen Gelände an den Hängen der Ilmenau der Karren. Besonders erwähnt werden für unser Gebiet die Hopfenkarren aus dem Amt Isernhagen; leichte Fahrzeuge mit ausladendem Aufsatz.
Dieser Oldenstädter Karrenweg (auch Winter-Frachtweg) ist nach den vorhandenen Spuren bis etwa 1700 stark befahren worden, bis der für die Communionspost eingerichtete Weg über Jelmstorf und Tätendorf (heutige B 4) auch den Frachtfahrern freigegeben wurde.

### Eingemeindungen
Am 1. Juli 1972 wurden die Gemeinden Heitbrack und Walmstorf eingegliedert.

### Name
Alte Bezeichnungen des Ortes sind 1006 Emmanthorp, 1133 bis 1137 Emmenthorp, 1142, 1240 bis Ende des 13. Jahrhunderts Emmendorp. Der Ortsname Emmendorf ist zurückzuführen auf den Vornamen Em(m)o, der die Kurzformen von Erm(en) ist. Germanisch „ermana“ steht für „Erde, Welt, weltweit, allumfassend“.

## Politik

### Gemeinderat
Der Rat der Gemeinde Emmendorf setzt sich aus neun Abgeordneten zusammen.
| Wahljahr | WV         | CDU        | SPD        | Grüne      | Gesamt  |
| 2021     | 5 (56,0 %) | 4 (44,0 %) | -          | -          | 9 Sitze |
| 2016     | 2 (23,8 %) | 5 (53,2 %) | 1 (16,1 %) | 1 (13,8 %) | 9 Sitze |

Letzte Kommunalwahl am 12. September 2021

### Bürgermeister/Verwaltung
Bürgermeister ist Uwe Silbermann (parteilos). Die Gemeindeverwaltung befindet sich im Haus Bevenser Straße 7.

### Wappen
Die Brücke symbolisiert die lokale Brücke über die Ilmenau. Sie wurde bereits im 14. Jahrhundert erwähnt und spielte eine wichtige Rolle in der lokalen Entwicklung. Die beiden Räder symbolisieren den Oldenstädter Karrenweg, ein Handelsweg bereits im Jahre 1142 erwähnt. Die beiden Räder stehen für die Wagen (Karren) auf der Straße. Das Kreuz ist das Heliandkreuz, errichtet im Jahr 1930 und ein typisches Wahrzeichen der Gemeinde.

## Verkehr
Im Ortsgebiet liegt der Elbe-Seitenkanal.

## Vereine
Die Herren-Fußballmannschaft des örtlichen Sportvereins (SVE) spielte 2008/09 und von 2017/18–2019/20 in der 6. Liga (Landesliga Lüneburg) und war ein Jahr lang die fußballerische Nummer eins im Landkreis Uelzen. Der Verein feiert 2020 sein 100-jähriges Bestehen.